# Elodina parthia
Elodina parthia är en fjärilsart som först beskrevs av William Chapman Hewitson 1853.  Elodina parthia ingår i släktet Elodina och familjen vitfjärilar. Inga underarter finns listade i Catalogue of Life.

## Bildgalleri

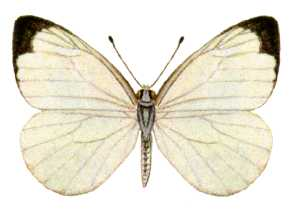
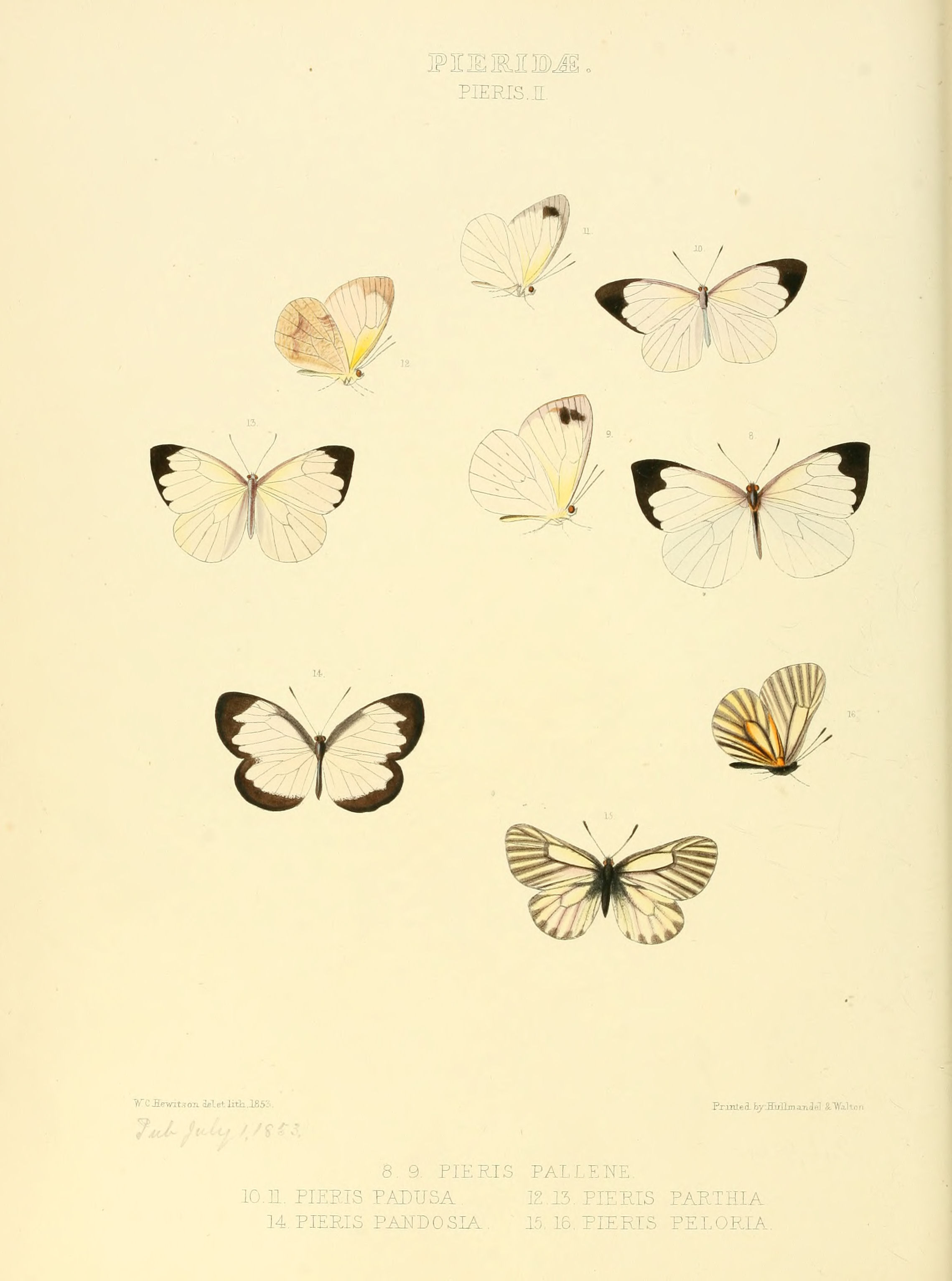